# Waldemar Wolański
Waldemar Wolański (ur. 1957 w Białymstoku) – aktor, reżyser, dramaturg, wykładowca uczelni wyższych o profilu teatralnym.  

## Życiorys
Syn Zdzisława. Ukończył studia na Wydziale Lalkarskim PWST w Warszawie - Filia w Białymstoku (1980). W latach 1980–1981 występował w Białostockim Teatrze Lalek. Od 1981 aktor i reżyser, od 1992 do 5 stycznia 2018 dyrektor naczelny i artystyczny Teatru Lalek Arlekin w Łodzi. W 2006 obronił w Akademii Teatralnej w Warszawie doktorat z dziedziny sztuki teatru. W 2014 uzyskał habilitację w PWSFTviT im. Leona Schillera w Łodzi, w 2020 - tytuł profesora sztuki.
Wyreżyserował kilkadziesiąt sztuk w teatrach lalek, teatrach dramatycznych i teatrze telewizji, autor kilkunastu scenariuszy teatralnych, książek dla dzieci, młodzieży i dorosłych. 
Działacz społeczny w dziedzinie sztuki teatru lalek, wieloletni I wiceprezydent i prezydent POLUNIMA – polskiej sekcji międzynarodowego stowarzyszenia lalkarzy UNIMA, najstarszej organizacji teatralnej na świecie.

## Ordery i odznaczenia
- Krzyż Oficerski Orderu Odrodzenia Polski (22 grudnia 2014)[4]
- Złoty Krzyż Zasługi (16 kwietnia 1999)[1]
- Srebrny Krzyż Zasługi (5 listopada 1998)[5]
- Srebrny Medal „Zasłużony Kulturze Gloria Artis” (9 grudnia 2008)[6]
- Medal Pro Publico Bono im. Sabiny Nowickiej (2009)[7]
- Honorowy Medal POLUNIMA (2011)[8]
- Odznaka „Za Zasługi dla Miasta Łodzi” (2000)[9]

## Nagrody i wyróżnienia
- wyróżnienie za oryginalną twórczość w teatrze dla dzieci na III OKNWPSW w Warszawie za tekst i reżyserię Pana Twardowskiego Waldemara Wolańskiego w Teatrze Baj Pomorski w Toruniu oraz za reżyserię Różowego wujka Jana Wołka w Teatrze Lalek Arlekin w Łodzi (1997)
- „Złota Maska” (Kraków) dla najpopularniejszego przedstawienia sezonu w kategorii spektakli dla dzieci i młodzieży - dla Pana Twardowskiego Waldemara Wolańskiego w Teatrze Maski i Aktora Groteska w Krakowie (2002)
- „Złota Maska” (Kraków) dla najpopularniejszego przedstawienia dla młodych widzów - dla Czerwonego kapturka Jana Brzechwy w Teatrze Maski i Aktora Groteska w Krakowie (2004)
- Nadzwyczajna „Złota Maska” (Łódź) za stworzenie oraz konsekwentne budowanie pozycji Międzynarodowego Festiwalu Solistów Lalkarzy (2007)
- „Srebrna Łódka” - nagroda za reżyserię Opery za trzy grosze w Teatrze Lalek Arekin w Łodzi (2009)
- „Złota Maska” (Łódź) dla przedstawienia Opera za trzy grosze z Teatru Lalek Arlekin (2009)
- nagroda na Międzynarodowym Festiwalu Wayang - World Puppet Carnival (Indonezja) dla najlepszej opowieści bajkowej - dla przedstawienia O żabce co nie została królewną z Tearu Lalek Arlekin w Łodzi (2013)
- Nagroda „Henryk” za całokształt osiągnięć (2018)[10]

Źródło:.